# Wai (Maharashtra)
Wai es una ciudad y  municipio situada en el distrito de Satara en el estado de Maharashtra (India). Su población es de 36025 habitantes (2011). Se encuentra a orillas del río Krishna, a 36 km de Satara y a 178 km de Bombay.

## Demografía
Según el censo de 2011 la población de Wai era de 36025 habitantes, de los cuales 18134 eran hombres y 17891 eran mujeres. Wai tiene una tasa media de alfabetización del 88,85%, superior a la media estatal del 82,34%: la alfabetización masculina es del 91,45%, y la alfabetización femenina del 86,24%.